# Super Rare Games
Super Rare Games Ltd. (kurz SRG) ist ein britischer Computerspielpublisher mit Sitz in London, der 2018 gegründet wurde. Das Unternehmen veröffentlicht limitierte physische Versionen von Spielen für die Nintendo Switch, die zuvor nur digital im Nintendo eShop erhältlich waren.

## Geschichte
Super Rare Games wurde am 20. Februar 2018 von George Perkins in London gegründet. Das Unternehmen veröffentlicht physische Versionen von Spielen, die zuvor nur im Nintendo eShop erhältlich waren. Jedes veröffentlichte Spiel erscheint dabei in einer limitierten Auflage von 3000 bis 9000 Einheiten. Neben dem Spiel selbst enthalten die Veröffentlichungen Sticker, Sammelkarten oder den Soundtrack des Spiels. Jeden Monat wird ein weiteres Spiel angekündigt. Das erste von Super Rare Games veröffentlichte Spiel war eine limitierte Version des Jump ’n’ Runs Human: Fall Flat, die am 9. März 2018 erschienen ist.
Im Juni 2021 kündigte Super Rare Games an, als Publisher unter dem Label Super Rare Shorts eigene Spiele zu veröffentlichen, die exklusiv in physischer Version in limitierter Auflage und somit nicht über den Nintendo eShop erhältlich sein würden. Nachdem sowohl Fans als auch Personen aus der Computerspielindustrie kritisierten, dass dadurch der langfristige Zugang zu den Spielen nicht gewährleistet sei, änderte Super Rare Games das Konzept der Super Rare Shorts. Die Spiele würden für sechs Monate zeitexklusiv in physischer Version ohne Limitierung der Auflage erscheinen; nach Ablauf der sechs Monate werde über itch.io eine digitale Version des Spiels veröffentlicht. Heaven’s Machine, das erste Spiel der Super Rare Shorts, wurde am 11. November 2021 veröffentlicht.

## Veröffentlichte Spiele
Derzeit hat Super Rare Games über 70 Spiele veröffentlicht. Diese Liste gibt einen Überblick über diese Spiele, deren ursprünglichen Entwickler sowie die Anzahl der Spiele, die hergestellt wurden:
| Nr.       | Veröffentlichungsdatum | Titel                                                         | Entwickler                        | Auflage |
| --------- | ---------------------- | ------------------------------------------------------------- | --------------------------------- | ------- |
| #1        | 9. März 2018           | Human: Fall Flat                                              | No Brake Games                    | 5000    |
| #2        | 27. Apr. 2018          | The Flame in the Flood                                        | The Molasses Flood                | 5000    |
| #3        | 12. Juli 2018          | Shelter Generations                                           | Might and Delight                 | 3000    |
| #4        | 16. Aug. 2018          | Lovers in a Dangerous Spacetime                               | Asteroid Base                     | 3000    |
| #5        | 6. Sep. 2018           | Mutant Mudds Collection                                       | Atooi                             | 4000    |
| #6        | 1. Okt. 2018           | Worms W.M.D                                                   | Team17                            | 4000    |
| #7        | 8. Nov. 2018           | Snake Pass                                                    | Sumo Digital                      | 4000    |
| #8        | 29. Nov. 2018          | N++ Ultimate Edition                                          | Metanet Software                  | 4000    |
| #9        | 3. Jan. 2019           | Steredenn: Binary Stars                                       | Pixelnest                         | 3000    |
| #10       | 17. Jan. 2019          | The Adventure Pals                                            | Massive Monster                   | 4000    |
| #11 & #12 | 31. Jan. 2019          | Knights of Pen & Paper Double Pack                            | Behold Studios                    | 3000    |
| #13       | 21. Feb. 2019          | Q.U.B.E. 2                                                    | Toxic Games                       | 4000    |
| #14       | 21. März 2019          | Fairune Collection                                            | Skipmore                          | 4000    |
| #15       | 18. Apr. 2019          | Joe Dever’s Lone Wolf                                         | Forge Reply                       | 4000    |
| #16       | 23. Mai 2019           | Earthlock                                                     | Snowcastle Games                  | 5000    |
| #17       | 20. Juni 2019          | Machinarium                                                   | Amanita Design                    | 5000    |
| #18       | 18. Juli 2019          | Wulverblade                                                   | Fully Illustrated, Darkwind Media | 5000    |
| #19       | 22. Aug. 2019          | Toki Tori Collection                                          | Two Tribes                        | 5000    |
| #20       | 22. Aug. 2019          | RIVE: Ultimate Edition                                        | Two Tribes                        | 5000    |
| #21       | 26. Sep. 2019          | The Darkside Detective                                        | Spooky Doorway                    | 5000    |
| #22       | 17. Okt. 2019          | Evoland: Legendary Edition                                    | Shiro Games                       | 5000    |
| #23       | 14. Nov. 2019          | SteamWorld Quest                                              | Image & Form                      | 7000    |
| #24       | 28. Nov. 2019          | The Gardens Between                                           | The Voxel Agents                  | 5000    |
| #25       | 16. Jan. 2020          | Smoke and Sacrifice                                           | Solar Sail Games                  | 5000    |
| #26       | 6. Feb. 2020           | Octahedron                                                    | Demimonde                         | 4000    |
| #27       | 27. Feb. 2020          | World of Goo                                                  | Tomorrow Corporation              | 6000    |
| #28       | 12. März 2020          | Assault Android Cactus+                                       | Witch Beam                        | 4000    |
| #29       | 26. März 2020          | Mechstermination Force                                        | Hörberg Productions               | 4000    |
| #30       | 16. Apr. 2020          | The Sexy Brutale                                              | Tequila Works                     | 5000    |
| #31       | 7. Mai 2020            | Little Inferno                                                | Tomorrow Corporation              | 5000    |
| #32       | 28. Mai 2020           | Tricky Towers                                                 | WeirdBeard                        | 4000    |
| #33       | 18. Juni 2020          | Graceful Explosion Machine                                    | Vertex Pop                        | 4000    |
| #34       | 16. Juli 2020          | SteamWorld Dig                                                | Image & Form                      | 5000    |
| #35       | 16. Juli 2020          | SteamWorld Heist                                              | Image & Form                      | 6000    |
| #36       | 30. Juli 2020          | Old School Musical                                            | La Moutarde                       | 4000    |
| #37       | 13. Aug. 2020          | Chroma Squad                                                  | Behold Studios                    | 4000    |
| #38       | 3. Sep. 2020           | Dandara: Trials of Fear Edition                               | Long Hat House                    | 6000    |
| #39       | 17. Sep. 2020          | Freedom Finger                                                | Wide Right Interactive            | 4000    |
| #40       | 8. Okt. 2020           | Darkwood                                                      | Acid Wizard Studio                | 5000    |
| #41       | 29. Okt. 2020          | Monster Prom XXL                                              | Beautiful Glitch                  | 9000    |
| #42       | 12. Nov. 2020          | Yes, Your Grace                                               | Brave at Night                    | 4000    |
| #43       | 26. Nov. 2020          | Ghost of a Tale                                               | SeithCG                           | 5000    |
| #44       | 7. Jan. 2021           | ITTA                                                          | Glass Revolver                    | 5000    |
| #45       | 28. Jan. 2021          | Project Warlock                                               | Buckshot Software                 | 4000    |
| #46       | 18. Feb. 2021          | Lonely Mountains: Downhill                                    | Megagon Industries                | 5000    |
| #47       | 4. März 2021           | Creaks                                                        | Amanita Design                    | 5000    |
| #48       | 25. März 2021          | Brothers: A Tale of Two Sons                                  | Starbreeze Studios                | 5000    |
| #49       | 15. Apr. 2021          | Unrailed!                                                     | Indoor Astronaut                  | 4000    |
| #50       | 29. Apr. 2021          | ABZÛ                                                          | Giant Squid                       | 5000    |
| #51       | 20. Mai 2021           | Inmost                                                        | Hidden Layer Games                | 5000    |
| #52       | 10. Juni 2021          | Mi’pu’mi Collection (The Lion’s Song & The Flower Collectors) | Mi’pu’mi Games                    | 4000    |
| #53       | 30. Juni 2021          | Last Day of June                                              | Ovosonico                         | 5000    |
| #54       | 22. Juli 2021          | Super Crush KO                                                | Vertex Pop                        | 4000    |
| #55       | 5. Aug. 2021           | Littlewood                                                    | SmashGames                        | 4000    |
| #56       | 26. Aug. 2021          | Röki                                                          | Polygon Treehouse                 | 4000    |
| #57       | 16. Sep. 2021          | Deponia Collection                                            | Daedalic Entertainment            | 4000    |
| #58       | 7. Okt. 2021           | Metal Unit                                                    | Neowiz                            | 4000    |
| #59       | 28. Okt. 2021          | Dogworld                                                      | Lateralis                         | 3000    |
| #60       | 25. Nov. 2021          | Mundaun                                                       | Hidden Fields                     | 4000    |
| #61       | 9. Dez. 2021           | Caveblazers                                                   | Deadpan Games                     | 4000    |
| #62       | 13. Jan. 2022          | Bloodroots                                                    | Paper Cult                        | 4000    |
| #63       | 27. Jan. 2022          | Horace                                                        | Paul Helman, Sean Scaplehorn      | 4000    |
| #64       | 17. Feb. 2022          | Book of Demons                                                | Thing Trunk, Sonka                | 4000    |
| #65       | 10. März 2022          | Sally Face                                                    | Portable Moose                    | 5500    |
| #66       | 24. März 2022          | Flynn: Son of Crimson                                         | Studio Thunderhorse               | 4000    |
| #67       | 14. Apr. 2022          | Archvale                                                      | idoz & phops                      | 4000    |
| #68       | 5. Mai 2022            | Superliminal                                                  | Pillow Castle Games               | 4200    |
| #69       | 19. Mai 2022           | Rogue Heroes: Ruins of Tasos                                  | Heliocentric Studios              | 4000    |
| #70       | 9. Juni 2022           | Wytchwood                                                     | Alientrap                         | 4000    |
| #71       | 30. Juni 2022          | Strange Brigade                                               | Rebellion Developments            | 5000    |
| #72       | 21. Juli 2022          | Aerial_Knight’s Never Yield                                   | Aerial_Knight                     | 4000    |
| #73       | 4. Aug. 2022           | Webbed                                                        | Sbug Games                        | 4000    |

### Super Rare Shorts
Super Rare Games veröffentlicht unter dem Label Super Rare Shorts physische Spiele für die Nintendo Switch. Anders als bei den restlichen von Super Rare Games veröffentlichten Spielen erscheinen die Super Rare Shorts ohne Limitierung der Auflage. Nach sechs Monaten werden die Super Rare Shorts auch über itch.io veröffentlicht. Diese Liste gibt einen Überblick über diese Spiele:
| Nr. | Veröffentlichungsdatum | Titel            | Entwickler     |
| --- | ---------------------- | ---------------- | -------------- |
| #1  | 11. Nov. 2021          | Heaven’s Machine | Glass Revolver |

### Super Rare Originals
Unter dem Label Super Rare Originals veröffentlicht Super Rare Games digitale Spiele für den PC und für verschiedene Konsolen. Diese Liste gibt einen Überblick über diese Spiele:
| Veröffentlichungsdatum | Titel               | Entwickler           | Plattformen                                   |
| ---------------------- | ------------------- | -------------------- | --------------------------------------------- |
| 10. Feb. 2022          | Grapple Dog         | Medallion Games      | Nintendo Switch, Windows                      |
| TBA                    | Completely Stretchy | Dan Ferguson         | Windows                                       |
| TBA                    | Lone Ruin           | Cuddle Monster Games | Windows                                       |
| TBA                    | OTXO                | Lateralis            | TBA                                           |
| TBA                    | Post Void           | YCJY Games           | Nintendo Switch, PlayStation 4, PlayStation 5 |
| TBA                    | The Gecko Gods      | Louis Waloschek      | Windows                                       |

## Rezeption
George Perkins, CEO von Super Rare Games, wurde 2020 von Forbes in deren Liste Forbes 30 Under 30 in der Kategorie Sports & Games aufgenommen. Zu diesem Zeitpunkt hatte Super Rare Games 27 Spiele veröffentlicht und über 100.000 Einheiten verkauft. Forbes zufolge würden Indie-Entwickler, die über Super Rare Games veröffentlichen, ihre Gewinnspannen verdrei- bis verzehnfachen können.